# آنتونی (ایندیانا)
آنتونی (به انگلیسی: Anthony) یک منطقهٔ مسکونی در ایالات متحده آمریکا است که در شهرستان دلاویر، ایندیانا واقع شده است. آنتونی ۲۷۴٫۹۳ متر بالاتر از سطح دریا واقع شده است.